# Tępogłów grubowargi
Tępogłów grubowargi, chelon grubowargi, (Chelon labrosus) – gatunek ryby z rodziny mugilowatych (Mugilidae).

## Występowanie
Północny Atlantyk od Islandii i Lofotów do zachodniej Afryki. W okresie letnim także w zachodniej części Bałtyku.
Żyje w płytkich wodach przybrzeżnych, także w wodach słonawych i ujściach rzek, nad miękkim dnem porośniętym obficie glonami. Występuje w stadach, odbywając dalekie wędrówki w poszukiwaniu pokarmu. W okresie zapada w rodzaj „snu zimowego”, zaprzestając przyjmowania pokarmu.

## Opis
Dorasta maksymalnie do 60 cm długości, osiąga wagę 4-5 kg. Ciało wrzecionowate, wydłużone z silnie spłaszczoną głową. Otwór gębowym mały, bez uzębienia, górna warga bardzo gruba, u dorosłych osobników pokryta małymi brodawkami. Ciało pokryte łuskami, dużymi, kolistymi. Linii boczna niezaznaczona. Płetwa grzbietowa podwójna, pierwsza podparta 4 twardymi promieniami, druga jednym twardym i 8 – 9 miękkimi promieniami. Płetwa odbytowa podparta 3 twardymi i 9 – 10 miękkimi promieniami. 
Grzbiet ciemnoszarozielonkawy, boki jaśniejsze z 7 – 8 wąskimi, ciemnymi smugami. Brzuch srebrzysty. Płetwy ciemnoszare.

## Odżywianie
Młode ryby odżywiają się planktonem, dorosłe drobnymi bezkręgowcami, detrytusem organicznym i glonami zbieranymi z dna lub odfiltrowanymi z namułów dennych.

## Rozród
Tarło w Morzu Śródziemnym odbywa się od grudnia do marca, w Zatoce Biskajskiej od stycznia do kwietnia. Jaja zawierają kroplę tłuszczu i unoszą się swobodnie bezpośrednio nad dnem.